# Radňov (Květinov)
Radňov (německy Radniow) je vesnice v okrese Havlíčkův Brod, součást obce Květinov.

## Historie
První písemná zmínka o obci pochází z roku 1375.
Ves má přibližně 50 obyvatel, v roce 1890 měla 29 domů a 203 obyvatel. U Radňova se nachází stejnojmenná zastávka vlaku na trati Havlíčkův Brod - Humpolec a působí v něm sdružení dobrovolných hasičů.
| Rok            | 1869 | 1880 | 1890 | 1900 | 1910 | 1921 | 1930 | 1950 | 1961 | 1970 | 1980 | 1991 | 2001 |
| -------------- | ---- | ---- | ---- | ---- | ---- | ---- | ---- | ---- | ---- | ---- | ---- | ---- | ---- |
| Počet obyvatel | 212  | 191  | 203  | 213  | 184  | 160  | 189  | 146  | 114  | 100  | 57   | 48   | 52   |

## Pamětihodnosti
- Boží muka
- Pamětní deska Bedřichu Hojerovi na kříži nad obcí[8]
- Pomník obětem kolektivizace[9]
- Pomník Václavu Hojerovi[10]